# Окрема кінна дивізія
Окрема кінна дивізія армії УНР — станом на липень 1920 р. дивізія армії УНР, під командуванням полковника Івана Омеляновича-Павленка. Цей підрозділ складався з кінного полку Чорних Запорожців, Першого кінного Лубенського полку, Третього кінного Чигиринського полку, Окремого куреня «Сірків» i Кінно-гірського гарматного дивізіону, загальна кількість 1200 шабель. Відділ успішно переміг більшовицькі війська в битві під Сидоровом 25 липня 1920 p.

## Структура
- 1-ша бригада
  - 1-й кінний Лубенський ім. Максима Залізняка полк
  - 2-й кінний Уманський Запорізький
- 2-га бригада
  - 3-й кінний Чигиринський ім. гетьмана Богдана Хмельницького полк
  - 4-й кінний Ніжинський ім. кошового отамана Івана Сірка полк
  - Полк імені Костя Гордієнка (від 1920-го)[1]

## Капелани Дивізії
- Обертович Михайло

## Військовики дивізії
- Атаназій Гонта — командир 1-го кінного полку ім. М. Залізняка
- Алмазів Олекса Дмитрович — Окремого кінно-гірського гарматного дивізіону
- Білогуб Дмитро Климович — командир 5-го кінного полку ім. К. Гордієнка
- Голуб Андрій — командир першого кінного полку ім. М. Залізняка
- Дяченко Петро Гаврилович — командиром полку Чорних Запорожців
- Забарило Павло Микитович — командир 3-го кінного полку
- Омелянович-Павленко Іван Володимирович — командир Окремої кінної дивізії
- Калинович Іван Олександрович — помічник командира 5-го кінного полку ім. К. Гордієнка
- Кузьмін Олександр Опанасович — командир 6-го кінного полку
- Кучера Август-Йосип — командир Запасного кінного полку
- Любимець Микола Клавдійович — за сумісництвом командир 2-ї бригади
- Марущенко-Богдановський Андріан Федорович — начальник штабу 1-ї бригади
- Ордановський Юрій Іванович — т. в. о. командира 2-ї бригади
- Пастушенко Михайло — сотник
- Сікорський Петро Максимович — командир Окремого кінно-кулеметного дивізіону
- Силенко-Кравець Порфирій Андрійович — начальник штабу
- Слухаєвський Сергій Григорович — помічник командира 3-го Чернігівського кінного полку
- Смовський Костянтин Авдійович — командир бригади
- Стасенко Іван Михайлович — т. в. о. комбрига
- Сціборський Микола Орестович — ад'ютант командира І-го кінного Лубенського полку імені Максима Залізняка, згодом, в 1924-му — старший ад'ютант штабу дивізії.
- Тисаревський Юрій Тимофійович — командир дивізіону 2-го кінного Уманського Запорізького полку
- Трилицький Павло Сілаунович — заступник командира, начальник старшинської та під старшинської школи
- Урбанович Микола — поручник полку імені Максима Залізняка
- Цапко Іван — командир полку кінноти
- Цимбалюк Михайло Пилипович — старшина 2-го Запорізького кінного полку